# Tragedia del humo
La Tragedia del Humo (también llamada La muerte negra o El Humo) fue un accidente ocurrido el 19 de junio de 1945 en la Mina El Teniente (Chile), en ese entonces propiedad de la Braden Copper Company, donde fallecieron 355 trabajadores y resultaron heridos 747. Es considerado el mayor accidente ocurrido en una mina metalífera a nivel mundial.

## Historia
Según se pudo establecer en las investigaciones, la tragedia se originó debido a las emanaciones de monóxido de carbono producidas por el incendio de una fragua ubicada en uno de los portales de acceso a la mina, en el nivel Teniente 1. Este humo se propagó al interior de la mina, debido a las condiciones de ventilación existentes en esa época en El Teniente, asfixiando a 355 mineros. La mayor parte de los muertos se encontró en socavones y piques que se llenaron de este gas. Algunos mineros se salvaron abriendo las llaves de aire comprimido de las redes de la mina, y otros evacuando por el sector Fortuna, ya abandonado en ese entonces.
Las labores de rescate de los difuntos se prolongaron por tres días, hasta el 21 de junio de ese año. Tras las gestiones de rescate, un total de 81 personas pudieron ser reanimadas y trasladadas al Hospital de Sewell, la mayoría con síntomas de intoxicación.
Los 355 hombres que fallecieron ese día representaban un 30% de los obreros que laboraban en ese turno. Las víctimas tenían un promedio de 31 años de edad, mientras que el 40% era casado, de modo que dejaron 150 viudas y 420 hijos huérfanos de padre. Los cadáveres fueron llevados hasta Sewell, donde sus familiares concurrieron a identificarlos. Posteriormente fueron trasladados a Rancagua (pues el campamento minero carecía de cementerio), en donde se les sepultó, en medio de la conmoción de los habitantes de la ciudad y los deudos.
Como no había suficientes ataúdes disponibles para tantos cadáveres, tuvieron que construirse rápidamente cientos de cajas mortuorias para ser enviadas en trenes y autocarriles especiales a Rancagua y ser sepultadas. Los sucesivos funerales ocurrieron desde la Estación del Ferrocarril de la Braden en la calle Millán hasta el Cementerio N° 2 ubicado en la actual Avenida Baquedano.
La mayor parte de las víctimas fueron sepultadas en el Cementerio N° 2 de Rancagua. Los funerales contaron con la asistencia de 25 000 personas, y con la presencia del Presidente de la República, Juan Antonio Ríos, ministros de Estado, autoridades de la Braden Copper, dirigentes sindicales y otras autoridades civiles, religiosas y militares, en un largo cortejo que incluyó a la casi totalidad de los trabajadores de la Braden.

## Consecuencias

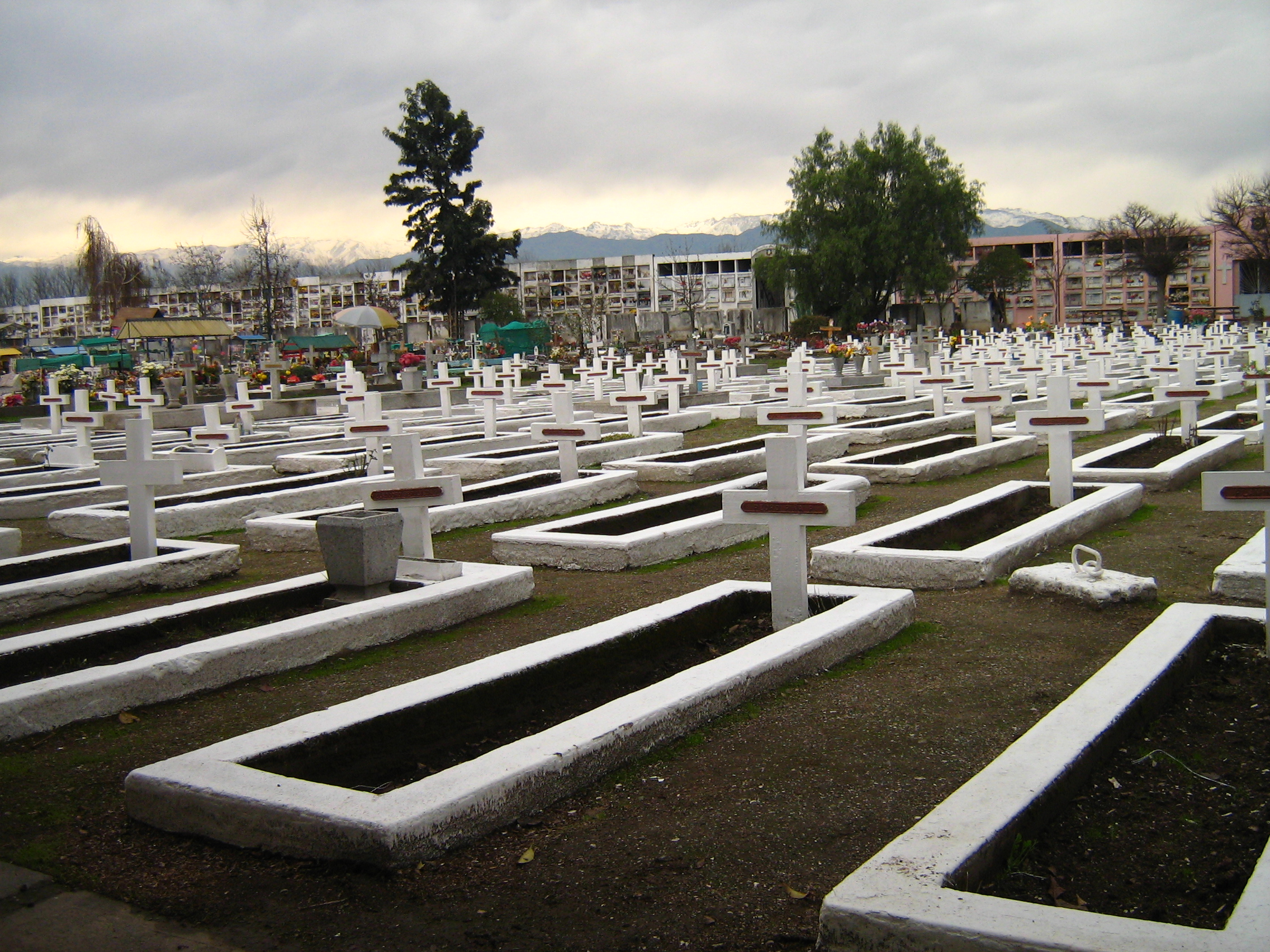
Sepulturas de los fallecidos en la Tragedia del Humo, en el Cementerio N° 2 de Rancagua.

Posterior a la tragedia, se iniciaron procesos judiciales para determinar los responsables del incendio inicial. Paralelamente el Congreso inició una investigación para establecer las responsabilidades que cabrían a la Braden Copper Company en el accidente.
Con motivo de esta tragedia se creó la Fundación O'Higgins, encargada de administrar los dineros reunidos por donaciones y aportes fiscales para ir en ayuda de los deudos de los mineros. Esta fundación existe hasta el día de hoy, y una de las obras principales es la entrega de las casas para las viudas de El Humo, llamada Población Fundación O'Higgins (la población de O'Higgins, a secas, se encuentra al costado de ésta) y más conocida como Las Viudas.
Este accidente marca un hito dentro de la legislación laboral chilena, ya que desde entonces en adelante comenzará a desarrollarse la actual legislación sobre higiene industrial y prevención de riesgos.
A finales de los años 1940, la Braden Copper Company contrata al ingeniero norteamericano Stanley Jarret para organizar un Departamento de Seguridad y, con los años, la Braden Copper llegó a desarrollar mejores métodos en prevención de accidentes en la industria nacional, contratando profesionales y técnicos higienistas. Posteriormente, se formaron distintos Departamentos de Seguridad en Rancagua, Caletones, Coya y otros campamentos de la Compañía. El Humo marcó profundamente a los trabajadores mineros de El Teniente, siendo este accidente recordado habitualmente en las capacitaciones de seguridad realizadas al personal. Además, mensualmente se efectúa una prueba de luces y una vez al año un simulacro de incendio de manera que el personal que trabaja en el interior de la mina conozca las vías de escape a superficie, para evitar que una tragedia como «El Humo» vuelva a ocurrir.
Cada 19 de junio, desde 1946, el Sindicato de Trabajadores Sewell Mina organiza una romería al Cementerio 2 en memoria de los fallecidos, donde concurren, además, los familiares de los fallecidos y representantes de la Administración.